# Marjorie Reiley Maguire
Marjorie Reiley Maguire (* 1942) ist eine US-amerikanische römisch-katholische Theologin und Autorin.

## Leben
Maguire studierte römisch-katholische Theologie an der Catholic University in Wisconsin und Rechtswissenschaften an der University of Wisconsin. 1984 unterzeichnete sie die Kampagne A Catholic Statement on Pluralism and Abortion, die in der Zeitung New York Times erschien. Reiley Maguire wohnt in Milwaukee, Wisconsin. Als Autorin verfasste sie verschiedene Artikel, insbesondere zum Thema Frauenordination in der Römisch-katholischen Kirche.

## Werke (Auswahl)
- Abortion: A Guide to Making Ethical Choices, Washington, D.C.: Catholics For a Free Choice, 1983